# Гончаренко Гнат Тихонович
Гончаренко Гнат Тихонович (1835–1917) — бандурист. Один із «найсвітліших образів з усіх відомих мені кобзарів», — писав про нього Гнат Хоткевич.

## Життєпис
Народився Гнат Гончаренко 1835 року в кріпацькій родині у слободі Ріпки Харківського повіту. Пізніше переїхав до Губаєнкового хутора. Осліп на третьому році життя. За свідченням Є. Криста, у 22 роки пішов навчатися до панотця Петра Кулибаби. За спогадами, Г. Гончаренко був суворим послідовником вустинських заповітів і ніколи не відхилявся від традиційних виконавських форм. Ф. Колесса писав, що «незважаючи на невеликий репертуар дум, Гончаренко архаїчним способом рецитації і бандурною грою вибивається на найчільніше місце з-поміж живих кобзарів», його виконавству властиві «архаїчні ознаки, що виявляють в Гончаренкові співця давньої школи, спадкоємця найкращих кобзарських традицій».
Зі слобідських кобзарів Гнат Тихонович Гончаренко найстарший, про котрого маємо матеріали, які докладно описують його гру на бандурі. Існують фотографії бандуристів, які зробив Опанас Сластіон, картини художника Сергія Васильківського, на яких зображені бандуристи, а також іконографічні матеріали. Існують звукові записи на валиках, які розшифрував Філарет Колесса. Цінні спостереження щодо виконавської традиції слобідських кобзарів подають Климент Квітка, Леся Українка та Гнат Хоткевич.
Останній особисто знав Гната Гончаренка ще з часів навчання в реальній школі, тобто з 1894 р. Гнат Гончаренко придбав свою бандуру в московського столяра який жив у Харкові десь у 1885 р. Цей перший інструмент зберігається сьогодні в музеї М. Лисенка в Києві.
Гнат Хоткевич писав: «Підманули старого порядною сумою, і той продав зі слізьми. Справив потім собі іншу, але не міг до неї „привикнути“, і це, видимо, боляче було Гнатові». Сам Гнат Гончаренко говорив: «На старій я й ніччю, бувало, встану, поки не спиться, й граю. А до цієї — не лежить моя душа». Після продажу цієї першої бандури О. Бородаєві Гнат Гончаренко придбав собі інший інструмент. Її зробив деркачівський майстер Арсентій Мова. Інструмент цей не задовольняв кобзаря в порівнянні з попереднім інструментом. Незадоволений і своїм інструментом був теж Г. Хоткевич. Бандуру зробив для нього цей самий майстер а Г. Хоткевичеві прийшлося її переробити, відклеюючи деку і переробляючи в середині всі пружини.
Цей другий інструмент Гната Гончаренка знаходиться сьогодні в музеї кобзарства Національного історико-етнографічного заповідника «Переяслав» під інвентарним номером № 2042. Бандура має 4 баси та 16 приструнків і нині цілком придатна до використання. Бандура з якого зробили свої записи та розшифровки Ф. Колесса у 1908 р. відрізнявся від вище описаних бандур бо мала 5 басків та 15 приструнків замість 4 баски та 16 приструнків. Можна зробити припущення що Гнат Гончаренко, незадоволений інструментом який зробив йому А. Мови замовив новий інструмент на якому грав на записах. Філарет Колесса та Климент Квітка робили свої зауваження та записи Гната Гончаренка саме з цієї бандури.
Гнат Гончаренко вчився у слобідського кобзаря Петра Кулибаби з с. Вільшани Деркачівського району. П. Кулибаба, за деякими свідченнями, учився в Остапа Вересая. Крім Гната Гончаренка, в П. Кулибаби були й такі відомі учні, як Михайло та Улян Вальківський.
Як виконавець, Гнат Гончаренко отримував про свою гру дуже позитивні відгуки слухачів. П. Тиховський писав, що Гнат Гончаренко «очень хорошо играет на кобзе». Леся Українка теж полишила відповідний запис: «Гончаренко грає ліпше, ніж співає: в музиці він віртуоз межи простими бандуристами». У листі до Гната Хоткевича від 4.XII.1908 р. вона згадує «тую непостижиму загадку, що при співі дум, настроєних на мінорному звукоряді, акомпанемент проводиться на мажорному звукоряді, що проте якимось чудом не ріже вухо».
Філарет Колесса зазначає, що Гнат Гончаренко, граючи на бандурі, «зрідка натискає пальцями лівої руки довгі струни, натягнені здовж ручки, як то буває при грі на гітарі; через те кожна довга струна може видавати різні звуки». Щодо цього Г. Хоткевич писав: «Не кожна, — сказав би я. Більш ніж певен, що придавлював Гончаренко тільки першого баса і дуже, мабуть, зрідка якого іншого». Це характеристика техніки, що не зустрічається в інших слобідських кобзарів, хоча це — прийом, який застосовував і Гнат Хоткевич у своїй грі.
Про гру Гната Гончаренка Філарет Колесса писав: «У техніці бандурної гри виявляє Гончаренко справжнє мистецтво. Тони з-під його пальців виходять чисті і звучні, рівно, мов перлини, пересипаються у швидких пасажах, зростають і набирають сили в переходах від p до f, звучать сильними акордами у закінченнях періодів і дискретно стихають серед співу, даючи гармонічний підклад рецитації або перетинаючи її золотим мереживом тонких фіоритур і пасажів».
Гнат Хоткевич не був згідний із думкою Ф. Колесси і так відгукнувся на цей опис слобідської манери виконання: «Так говорить далека територіально від Харківщини людина. І це дитирамб не лише самому Гончаренкові індивідуально — це визнання першенства харківської школи. Гра Холодного в свій час дивувала сучасників і слухачів, і самих бандуристів. Говорилося про якусь особливу „зіньківську науку“, як про велику мудрість» .
Філарет Колесса помічає подібність між стилем виконання дум у Гната Гончаренка й Остапа Вересая, між строєм їхніх інструментів і навіть у чисто інструментальних мелодіях танків. Це приналежність мабуть, можна пояснити тим що учитель Г. Гончаренка — П. Кулибаба, вчився в кобзаря О. Вересая.
Крім танків, які були записані Ф. Колессою від Гната Гончаренка, існує запис «Козачка» зроблена Г. Хоткевичем. У розшифровці можна бачити технічні прийоми лівої руки, якими володів Гнат Гончаренко. Цікаво, що в одному місці є й запис акордового супроводу, де зазначено: «з присвистом». Чи кобзар мелодію присвистував? Цей прийом детально ніде не описаний і ніде більше не зустрічається.

### Репертуар
Епічний репертуар Г. Гончаренка складався з 3-х дум: «Олексій Попович», «Про вдову», «Про сестру і брата». Ходив кобзарювати «на пару» з незрячим товаришем-стихівничим (зі Змійова) та хлопчиком-поводарем. Записи від Г. Гончаренка робили Леся Українка і Климент Квітка.

### Учні
У Г. Гончаренка навчалися: С. Горобець із Богодухівського повіту, Петро Древченко з хут. Залютине, Ераст Вудянський із с. Польового, Грицько Байдиков із с. Олексіївка, Микола Демченко. Проте найвідоміші з-поміж усіх були мабуть кобзарські корифеї Петро Древченко, Павло Гащенко й Іван Кучеренко.